# Konrad Nentwig

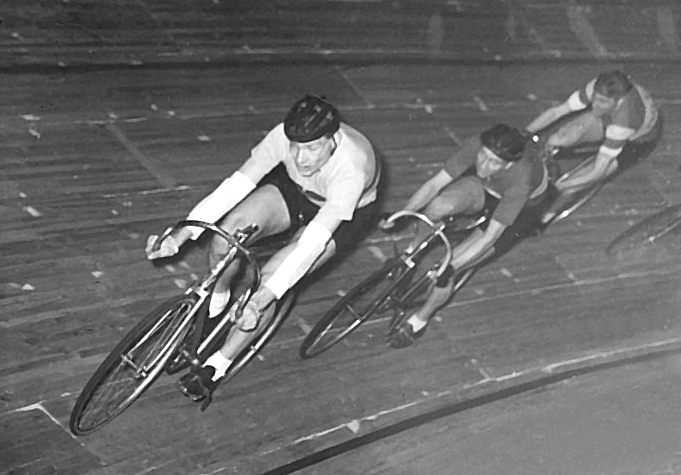
Konrad Nentwig (links, Post Berlin) auf dem Weg zu seinem Sieg vor Harry Seidel (rechts, Semper Berlin) während eines 30-Runden-Punktefahrens um den „Großen Preis der Berliner Zeitung“ am 23. Januar 1958 in der Werner-Seelenbinder-Halle in Berlin.

Konrad Nentwig (* 1938; † 2025) war ein deutscher Radrennfahrer und nationaler Meister im Radsport.

## Sportliche Laufbahn
Nentwig war Spezialist für Kurzstreckenrennen auf der Bahn in der DDR.
Er wurde 1960 DDR-Meister im 1000-Meter-Zeitfahren vor Lothar Stäber. Ebenfalls 1960 gewann er die DDR-Meisterschaft im Zweier-Mannschaftsfahren mit seinem Vereinskameraden Konrad Irmschler. 1962 siegte Nentwig in der Internationalen Stehermeisterschaft von Berlin hinter seinem Schrittmacher Gerhard Huschke.
Nentwig startete für den Verein SC Dynamo Berlin, ab 1963 für die BSG Post Berlin.